# Mitos andinos
Los mitos andinos son un conjunto de relatos míticos localizado en el área de la cultura andina. 
En todas partes del mundo, sobre todo en la antigüedad, el hombre ha construido mitos para explicar su génesis, la aparición de montañas, lagos, plantas y otras cosas. Todo ello es parte de la evolución humana en cada ámbito geográfico y en cada cultura. Concretamente así es en el radio de la cultura andina, cuya area actual es el territorio que ocupa, Perú y Bolivia. 
Estos mitos han sobrevivido por la tradición oral, que sigue en el imaginario popular. Recopilaron los cronistas. Uno de los estudiosos es Felipe Guaman Poma Ayala. Francisco de Ávila recopila, en un proceso de extirpación de idolatrías, apoyado por emisarios nativos de Huarochirí. En un esfuerzo de la segunda mitad del siglo XX, Arguedas e Izquierdo Ríos recogen mitos, leyendas y cuentos de los posesores de la cultura andina. Al respecto- entre tantos casos- se tiene:

## Origen de los primeros hombres
Entre tantas versiones-legibles en los cronistas - esta es una de ellas, la realizada por el dios Viracocha; él creó el mundo e inicialmente estaba inmerso en una completa oscuridad. Después, hizo surgir un género de gigantes disformes, remedó a los hombres en pinturas y esculturas. Los rectificó por su enormidad, hizo copias a su estatura; habiendo señalado un precepto que no cumplieron, por lo que los petrificó, desaparecieron engullidos: o bien por el mar, o bien por la tierra.
La mayor sanción que les infligió fue una lluvia torrencial conocida como Unu Pachacuti (el agua que trastorna la Tierra). Todo mojado, quedaron solo como huellas humanas bultos de piedra cerca del Cusco, en Pucara. Cada población relató la salvación de sus habitantes a su manera. En Tumipampa sobrevivieron dos cañaris, aupados a un cerro. Quedaron tres hombres, escogidos por el Hacedor, para servirle y auxiliaran a crear a la humanidad y dividirlas en los diversos pueblos y naciones.

## La aparición de Wiracocha
Para el antiguo poblador peruano-época prehispánica- la génesis de la Tierra fue obra del Dios Kon Tiksi Wiraqocha, que significa Kon=flama
Tiksi= fundamento y Wiraqucha (o wayra qucha)= viento sobre las espumas del lago. , de tez blanca y pequeña estatura, de ojos grandes, que hace cuatro milenios emergió de la nada y enseñó a los habitantes de las tierras andinas los valores éticosde la solidaridad, la reciprocidad, el desprendimiento, respeto a la naturaleza. Y, a cultivar la tierra, cuidando el agua y sus potencialidades. Alguna versión refiere que apareció de las aguas del lago Titicaca, compartido por Perú y Bolivia en la fecha, entre espumas y vientos agitados.

## Dios Kon crea el desierto
Kon es un antiguo waka o dios andino, principalmente reverenciado en la costa. Su culto fue parte de la vida de lejanas culturas. Apareció del norte, creando, poblando y dando moldes civilizatorios. Después transformó a toscos y derrotados nativos en animales negros. No calzaba en su cuerpo etéreo el sistema óseo, pero si se desplazaba con prodigiosa rapidez. En eras muy remotas, se hizo presente, aplanando los montículos, cortando los valles sólo con la potencia de sus palabras. Llenó la tierra de pobladores humanos y les llenó de frutos sabrosos. Sin embargo, por negarle el culto debido, castigó a los hombres, retirando la lluvia y transformando los fecundos terrenos en estériles desiertos. Los peores de estos hombres castigados fueron desterrados al mundo antiguo donde se convirtieron en gigantes comehombres, los huajunes. Desde aquel entonces, no volvió a llover en la costa y dejó apenas pocos ríos, cuyas aguas retribuían el tesón humano de sobrevivir.

## Naylamp llega por el mar
Navegando desde el Oeste, llegó un intrépido personaje, llamado  a las playas. Lo acompañaba un gran séquito y una corte espléndida. Llevaban consigo la escultura de la deidad llamada Ñam Pallac. Étimo que dio origen al topónimo 'Lambayeque'. Por varios años realizaron avanzadas de conquista, extendiendo su dominio por amplios sectores de la costa de Lambayeque. Impulsaron el culto de Ñam Pallac, le erigieron en su honor un santuario, en el sitio denominado Chot. En las fiestas que le dedicaban, tañían caracoles -a modo de trompetas- que derramaban polvos de esas conchas de mar, en calidad de sustancia sagrada. Un día menos pensado, Naylamp desapareció, abriendo sus alas remontó hacia lejanías insondables. Hasta en la actualidad esperan su retorno.

## Gigantes en el llano costero
Muchos yacimientos arqueológicos se hallan en la costa. Son las mansiones de unos aborígenes que construyeron sus poblaciones, edificaron sus mansiones. Y en una época difícil de precisar, se produjeron lluvias torrenciales o Unu Pachacuti (el agua que trastorna la Tierra) que inundaron las poblaciones. Sus habitantes huyeron a las partes altas y algunos pudieron sobrevivir. Al retornar se encontraron con unos gigantes y se armó una guerra desigual, los aborígenes se escondieron en cuevas y así vivieron muchísimos años. Por fin, apareció por los aires montando un qoa o puma alado, un joven que con su warak'a (honda gigante andina) de rayos hería mortalmente a los gigantes (es posible que dicho joven no sea otro más que Viracocha o el mismo Illapa). Este impetuoso y mancebo guerrero siguió venciendo a los poderosos gigantes, mientras guiaba a los aborígenes a armarse contra ellos y vencerlos con estrategia. Luego de la derrota de los gigantes, retornaron los antiguos pobladores a ocupar sus tierras de Chincha que usurparon aquellos colosos. Los gigantes fueron desterrados al mundo antiguo, donde se convirtieron en los temibles s´oqas, gigantes de fuego translucidos cuyos nervios parecen de roca y reemplazaron a sus huesos.

## Los titanes del Tiahuanaco
Era un pueblo en donde gobernaban los llamados titanes; gente grande y sabia. En aquel pueblo todo era enorme, es por eso que existen estatuas en sus calles llamados monolitos conmemorando la existencia de estos gigantes sabios que fueron destruidos por un enorme diluvio universal, ahora solo queda para evidenciar su existencia los ya mencionados monolitos.

## Los Waris y los Andes
En el inicio de los tiempos, en el reino de los Waris, sólo fue humareda y vendaval. calmando su dinamismos estos elemento originaron la Tierra. Allí iniciaron su vida los Jatun Waris, dioses colosales de la dinámica natural. Cierto día soplaron fuerte perdón

## Achkay
Es una bruja diosa, esposa de Kon, que se referencia a las sequías y aluviones. Es relacionada con la corriente de "El Niño" en el mar peruano, por muchos siglos, ha tenido influencia en el clima, y, por tanto, en la agricultura, por la extensión de sequías, escasez de agua o los aluviones.

## Amarus
Son serpientes gigantes, a veces protectoras de la naturaleza, a veces castigando a los enemigos y quienes depredan los bienes con la furia de la naturaleza. Al morir, sus cuerpos forman las cordilleras y los grandes rios. La más conocida tiene cabeza de llama, colmillos, espinas en el lomo, cola de pez y alas de cóndor, con colores dorados. Cabe notar que en los mitos prehispánicos andinos no hay dragones; no obstante, la fabulosa descripción de los Amarus son equiparables a la descripción física de los dragones.

## Los mundos
En los mitos andinos aparte del mundo actual, lugar de los hombres, existen el mundo de arriba, lugar de los dioses, Hatun pacha, y el mundo de abajo Hurin Pacha lugar de los antepasados protectores. Además existe el mundo antiguo, copia del moderno, donde moran los humanos y gigantes desterrados del pasado, y donde su destino se repite en el mundo actual. Según los mitos, los otros mundos a veces son visitados por héroes y sacerdotes poderosos sean bondadosos o malvados, y a veces pueden traer a los habitantes de los mismos al mundo actual y existen portales a estos mundos, como el legendario portal de Végeta, cercano a la actual ciudad de Lima.

## Pariacaca
Pariacaca (en quechua: Pariaqaqa) fue, en la mitología de la sierra central peruana, el dios del agua y de las lluvias torrenciales. Nació de un pájaro y se convirtió luego en Kolash. El dios Pariacaca fue muy importante en la región centro andina, cuyo culto abarcó incluso a las zonas costeras.